# Parma (Ohio)
Parma és una ciutat ubicada al Comtat de Cuyahoga a Ohio, Estats Units d'Amèrica, de 80.009 habitants segons el cens de l'any 2006 i amb una densitat de 1547,56 per km². L'actual alcalde és Dean DePiero.